# Fomepizole
Fomepizole, còn được gọi là 4-methylpyrazole, là một loại thuốc dùng để điều trị ngộ độc methanol và ethylene glycol. Nó có thể được sử dụng đơn lẻ hoặc cùng với chạy thận nhân tạo. Nó được đưa vào cơ thể bằng cách tiêm vào tĩnh mạch.
Các tác dụng phụ thường gặp bao gồm nhức đầu, buồn nôn, buồn ngủ và lảo đảo. Không rõ việc sử dụng chất này trong khi mang thai có an toàn cho em bé hay không. Fomepizole hoạt động bằng cách ngăn chặn các enzyme chuyển đổi methanol và ethylene glycol thành các sản phẩm phân hủy độc hại của chúng.
Fomepizole đã được chấp thuận cho sử dụng y tế tại Hoa Kỳ vào năm 1997. Nó nằm trong Danh sách các loại thuốc thiết yếu của Tổ chức Y tế Thế giới, các loại thuốc hiệu quả và an toàn nhất cần thiết trong một hệ thống y tế. Tại Hoa Kỳ, mỗi phần điều trị có giá khoảng 1000 USD.

## Sử dụng trong y tế
Fomepizole được sử dụng trong việc xử lý các chất độc ethylene glycol và methanol và hoạt động để ức chế sự phân hủy của các độc tố này vào các chất chuyển hóa độc hại hoạt động của chúng. Fomepizol là một chất ức chế cạnh tranh của enzyme alcohol dehydrogenase, được tìm thấy trong gan. Enzyme này đóng một vai trò quan trọng trong quá trình chuyển hóa của ethylene glycol và methanol.
Bằng cách ức chế cạnh tranh enzyme đầu tiên trong quá trình chuyển hóa etylen glycol và methanol, fomepizole làm chậm sự sản xuất các chất chuyển hóa độc hại. Tốc độ sản xuất chất chuyển hóa chậm hơn cho phép gan xử lý và bài tiết các chất chuyển hóa khi chúng được tạo ra, hạn chế sự tích tụ trong các mô như thận và mắt. Kết quả là tránh được nhiều tổn thương cho các cơ quan trên.